# La Celle-Condé
La Celle-Condé település Franciaországban, Cher megyében. Lakosainak száma 191 fő (2022. január 1.). La Celle-Condé Chezal-Benoît, Lignières, Montlouis, Saint-Hilaire-en-Lignières és Villecelin községekkel határos.

## Népesség
A település népessége az elmúlt években az alábbi módon változott:
| Lakosok száma | 323  | 217  | 181  | 198  | 213  | 209  | 202  | 195  | 194  | 191  |
|               | 1968 | 1982 | 1990 | 2006 | 2013 | 2015 | 2017 | 2019 | 2020 | 2022 |